# Appert-bülbül
Az Appert-bülbül (Xanthomixis apperti) a madarak osztályának verébalakúak (Passeriformes) rendjébe és a madagaszkári poszátafélék (Bernieridae) családja tartozó faj.

## Rendszerezése
A fajt Peter Colston angol ornitológus írta le 1881-ben, a Phyllastrephus nembe Phyllastrephus apperti néven. Sorolták a Bernieria nembe Bernieria apperti néven. A magyar és a tudományos faji nevét Otto Appert tiszteletesről, egy svájci misszionáriusról kapta, aki amatőr természettudós is volt.

## Előfordulása
Madagaszkár délnyugati részén honos. Természetes élőhelyei a szubtrópusi vagy trópusi száraz erdők. Állandó, nem vonuló faj.

## Megjelenése
Testhossza 15 centiméter, testtömege 11-17 gramm.

## Természetvédelmi helyzete
Az elterjedési területe nagyon kicsi, egyedszáma 600-1700 példány közötti, viszont stabil. A Természetvédelmi Világszövetség Vörös listáján sebezhető fajként szerepel.